# Helmut Rosenberg

Helmut Rosenberg 1969

Helmut Rosenberg (* 1936; † 3. Dezember 1985 in Hamburg) war ein deutscher Raritätenhändler und Verleger. Bekannt wurde er als Mitbegründer der St. Pauli-Nachrichten.

## Erste Jahre
Helmut Rosenberg, Sohn eines Kohlenhändlers, war gelernter Kraftfahrzeugschlosser. Er übte verschiedene Berufe aus. Um 1955 kam er nach Hamburg, wo schon sein älterer Bruder Harry lebte, Inhaber von Harrys Hafenbasar und anerkannter Experte für Papiergeld.  Auf dem Hamburger Fischmarkt druckte Helmut Rosenberg mit einer alten Handpresse Namen von Besuchern als Schlagzeilen in vorgefertigte Zeitungsseiten mit mehr oder weniger anrüchigem Inhalt.
Im Herzen von St. Pauli, am Hans Albers-Platz, führte er einen Raritätenladen in neun Kellergewölben eines alten Röhrenbunkers. Seine Angebots-Werbung verhieß: „Kunstgewerbliche Eingeborenenarbeiten aller Kontinente“ und „Sammelgegenstände aller Art“. Zeitungen und Regionalfernsehen berichteten 1967 über die Eröffnung, zu der Rosenberg eigens „echte Hippies“ zu einem „Love In“ angeheuert hatte. Mit einem grellbunt bemalten offenen Jeep transportierte er bevorzugten Kunden schwergewichtigere Erwerbungen bis nach Hause. Als größte Renner seines Kuriositätenladens erwiesen sich abgelegte Pornohefte.

## Gründung der Männermagazine
1968 konzipierte er mit dem Fotografen Günter Zint die St. Pauli-Nachrichten, ein politisch links angesiedeltes Männer- und Erotikmagazin. Auf Anraten von Anwältin Gisela Wild erschien es als Tageszeitung, weil eine solche nach der Gesetzeslage nicht so leicht beschlagnahmt werden konnte. Zu den Redakteuren der Anfangszeit zählten die politischen Journalisten Henryk M. Broder, Stefan Aust und Michel Roger Lang. Die ersten Auflagen in Höhe von etwa 6000 legte Rosenberg noch eigenhändig ineinander. Das Blatt war erfolgreich: 1970 erreichte es über eine halbe Million Auflage pro Ausgabe. Auf der Höhe des Erfolges lag sie bei 1,2 Millionen. 1970 gründete Rosenberg zusätzlich die Schwulenzeitschrift him, die alle zwei Monate erschien. Auf Bitten Rosenbergs übernahm der Satiriker Henning Venske die Moderation einer entsprechenden Langspielplatte. „Sie war gähnend langweilig“ konstatiert Venske in seinen Erinnerungen. Ein Ermittlungsverfahren der Staatsanwaltschaft des Landgerichts Hamburg gegen ihn wegen des „unzüchtigen Tonträgers“ wurde schließlich eingestellt.

## Ärger
Mit dem Erfolg begann der Ärger. Den freizügigen Verlag erreichten diverse Strafanzeigen, unter anderem vom Deutschen Kinderschutzbund wegen „Anstiftung zum unzüchtigen Verkehr“ und „Herstellung jugendgefährdender Schriften“. Der Verlag musste Bußgelder entrichten. Die Hamburger Staatsanwaltschaft konfiszierte die Inserentenkartei der weitgehend tabufreien Kontaktanzeigen mit dem Titel Seid nett aufeinander. Anwältin Gisela Wild erstritt ein Grundsatzurteil, wonach das Zeugnisverweigerungsrecht nach dem Hamburgischen Pressegesetz (das einem verantwortlichen Redakteur unter anderem das Recht gibt, Informanten nicht preiszugeben) sich auch auf die Inserentenkartei erstreckt. Die Kartei musste zurückgegeben werden und Inserenten durften nicht belangt werden.
Ärger gab es auch innerhalb der Redaktion um die politische Ausrichtung des Blattes. Drei Jahre nach der Gründung stieg Günter Zint aus, weil seiner Meinung nach die Zeitung immer weniger dem ursprünglichen politischen Anspruch gerecht wurde und mehr zum reinen Pornoblatt geriet. Bis 1981 leitete Rosenberg das Magazin.

## Das Ende
Der ständige Ärger mit der Bundesprüfstelle für jugendgefährdende Medien und die Lockerung der gesetzlichen Pornographieverbote durch die sozialliberale Koalition 1975 läutete den Niedergang der St. Pauli-Nachrichten ein. Die kostspieligen Rechtsstreitigkeiten mit der Bundesprüfstelle zehrten am Gewinn und die Lockerung von Pornografieverboten zog das Erscheinen einer Reihe von Konkurrenzblättern nach sich. 1981 meldeten die St. Pauli-Nachrichten Konkurs an und wurden – ebenso wie him – eingestellt.
Helmut Rosenberg starb 1985 an Magenkrebs.